# Изабела Френска
Вижте пояснителната страница за други личности с името Изабела Френска.
Изабел Френска, наричана Изабела Красивата и Изабела Вълчицата (* ок. 1295; † 22 август 1358), е френска принцеса и кралица на Англия, съпруга на крал Едуард II.

## Биография

### Френска принцеса
Изабел е родена около 1295 г. в Париж, Франция. Тя е дъщеря на френския крал Филип IV Хубави и Жана Наварска. Неин кръстник е Жак дьо Моле, великият магистър на ордена на Тамплиерите, изгорен на кладата по заповед на баща ѝ през 1314 г.
Още като бебе Изабел е обещана за съпруга на Едуард, принц на Уелс, чрез което баща ѝ търсел решение на някои териториални спорове с Англия – главно за земи в Гаскония, Анжу, Нормандия и Аквитания. Папа Бонифаций VII оказва натиск бракът да бъде сключен не по-късно от 1298 г., но това не става поради споровете, които се развихрят около клаузите на брачния договор. На няколко пъти крал Едуард I решавал да разтрогне годежа на сина си и френската принцеса. Едва след смъртта на стария крал през 1307 бракът между Изабел и Едуард II станал напълно възможен.

### Кралица на Англия
На 25 януари 1308 г., в Булон сюр Мер, Изабел е омъжена за крал Едуард II Плантагенет. По това време Изабел е на около дванадесет години и се отличава с голяма красота. Същото се отнасяло и за съпруга ѝ, който бил висок и атлетичен. Въпреки красотата на своята съпруга, Едуард не ѝ оказва подобаващо внимание, тъй като кралят открито показвал предпочитанията си към мъжкия пол. Той дори преотстъпил зестрата на съпругата си на един от своите фаворити – Пиърс Гейвстън. Въпреки това Изабел ражда на Едуард II четири деца:
- Едуард, бъдещият крал Едуард III, роден 1312 г.
- Джон, роден 1316 г.
- Елинор, родена 1318 г.
- Джоан Плантагенет, (5 юли 1321 – 7 септември 1362) е английска принцеса и кралица на Шотландия – съпруга на шотландския крал Дейвид II

#### Скандалът с кралските снахи
През 1314 г. заедно със съпруга си Изабел посещава френския двор и разкрива изневерите на снахите си Маргьорит Бургундска и Бланш Бургундска. Скандалът става публично достояние и срещу кралските снахи започва съдебен процес, който ги признава за виновни. Двете са осъдени и затворени в нормандския Шато Гаяр. През същата 1314 г. Изабел придружава съпруга си и при неговата несполучлива кампания в Шотландия.

#### Отношения с Едуард и смърт
Отвратена от непристойното поведение на съпруга си, който открито ѝ изневерява с мъже, Изабел извършва първото си предателство. След победата над барон Ланкастър, единствената военна и политическа победа на Едуард II по време на царуването му, кралят възстановява привилегиите на любовника си Хю Диспенсър и ограничава правата на Парламента. В този момент бременна с последното им дете, Изабел настоява Диспенсър да бъде изгонен от кралството. Неочаквано Едуард II изпълнява желанието на жена си, вероятно заради деликатното ѝ състояние. Но още в края на същата година връща фаворита си в кралския двор. Това окончателно отдалечава Изабел от съпруга ѝ и я подтиква да помогне на уелския благородник Роджър Мортимър да избяга от Лондонската кула, където е затворен заради участието си в заговора срещу Едуард II. Събитията се влошават за английския монарх, когато през 1324 г. започва война с Франция за феодалните имения на Плантагенетите в Гаскония и Гийена. Губейки на бойното поле, кралят изпраща през пролетта на 1325 г. Изабел при брат ѝ, френския крал Шарл IV, за да уреди мирния договор. Във Франция обаче кралицата отново се среща с Мортимър. Обединени от общата омраза към Едуард II, двамата стават любовници.
Според клаузите на сключения мирен договор между Англия и Франция Едуард II трябва да даде васална клетва на френския крал. Не желаейки да се унижава, английският крал изпраща в Париж сина си Уелския принц. Когато научава за връзката на Изабел и Мортимър, Едуард II настоява кралицата да му бъде предадена. Изабел отказва да се върне в Англия, докато Диспенсър не напусне кралския двор. Въпреки това, тъй като скандалът добива публичност и предвид факта, че само преди 12 години тя е обвинила снахите си в изневяра, Изабел се решава да напусне заедно с Мортимър френския двор през лятото на 1326 г. и да замине при графа на Ено, който е женен за нейна първа братовчедка. Графът обещава да им помогне с кораби и наемници, в замяна на което поискал Уелският принц да се ожени за дъщеря му, Филипа. На 21 септември 1326 г. Изабел и Мортимър акостират на английския бряг заедно с наемниците си. Научавайки за това, Едуард II обявява голяма награда за главите им, но вече е прекалено късно – английският крал е изоставен и не успява да събере армия за защита.
Събрали сподвижници по пътя си, Изабел и Мортимър влизат безпрепятствено в Лондон. Диспенсър е арестуван и екзекутиран по особено жесток начин, докато Едуард II е осъден и принуден да абдикира в полза на сина си – Едуард III. Заедно с любовника си Роджър Мортимър, Изабел управлява като регент на сина си до 1330 г., когато младият крал, подкрепен от бароните си, им отнема властта. Независимо от молбите на майка си, Едуард III осъжда Мортимър на смърт по обвинения в държавна измяна, както и за жестокото убийство на Едуард II, станало по заповед на Мортимър. Изабел е заточена в замъка Рисинг в Норфолк, където живее до смъртта си на 22 август 1358 г. Погребана е във францисканската църква в Нюгейт, според легендата – заедно със сърцето на Едуард II.

## Изабела в изкуството
Изабела Френска е популярен образ в изкуството, в което често тя присъства като фаталната жена. Кралица Изабела е централен образ в пиесата „Едуард II“
на Кристофър Марлоу.
Във филма Смело сърце, режисиран от Мел Гибсън, ролята на Изабела се изпълнява от френската актриса Софи Марсо. В Смело сърце Изабела има романтична връзка с шотландския герой Уилям Уолъс, който е представен като истинския баща на сина ѝ. Тази история е пълна художествена измислица. Няма никакви исторически доказателства, че Изабела и Уолъс някога са се срещали. Уилям Уолъс е екзекутиран през 1305 г., преди Изабела дори да е била омъжена за Едуард II. Когато Уолъс умира, Изабела Френска е била на 10 години, а децата ѝ се раждат много години след смъртта на Уолъс.
Изабела Френска е главна героиня на много исторически новели: „Изабела Красивата“ от Маргарет Барнс, „Блудната кралица“ от Хилда Люис, „Изабела Вълчицата“ от Мурийн Питърс, „Кралицата и Мортимър“ от Бренда Хънимън, „Чашата на провидението“ от Пол Дохърти, „Безразсъдството на краля“ от Елинор Бърфърт, „Кралицата на сенките“ от Едит Фелбърт, „Вълчицата от Франция“ от известния френски новелист Морис Дрюон.
Съзаклятническата кралица Церсей Ланистър от Игра на тронове напомня Изабела. Изабела и нейното семейство, описани в историческата поредица романи на Морис Дрюон, особено вдъхновяват Джордж Р. Р. Мартин, авторът на Песен за огън и лед.

## Произход
Изабела произлиза от Гита Уесекска чрез крал Андрей II Унгарски и така донася линията на последния Англо-саксонски крал на Англия, Харолд Годуинсън, обратно в английското кралско семейство.